# Горбачи (Жирятинский район)
Горбачи́ — деревня в Жирятинском районе Брянской области, в составе Жирятинского сельского поселения. 
 Расположена на левом берегу реки Доброшовки, в 4 км к северо-западу от села Жирятино. Постоянное население с 2004 года отсутствует.

## История
Упоминается с XVII века в составе Подгородного стана Брянского уезда; входила в приход села Бойтичи. В XIX веке — владение Небольсиных, Тютчевых и др.
С 1861 по 1924 год в Княвицкой волости Брянского (с 1921 — Бежицкого) уезда; в 1924—1929 в Жирятинской волости.
С 1929 в Жирятинском районе, а при его временном расформировании — в Жуковском (1932—1939), Брянском (1957—1985) районе. С 1920-х гг. до 1959 года — в Павловичском (Бойтичском) сельсовете.